# Tony Kart
Tony Kart es una empresa italiana que produce chasis para karts de carreras de con base en Prevalle, Italia. La empresa fue fundada en 1958 por Antonio Bosio.
Los chasis Tony Kart se han utilizado para ganar varias carreras y campeonatos tanto a nivel nacional como internacional. Sus pilotos han incluido estrellas de Fórmula 1 como Michael Schumacher, Sebastian Vettel y Jarno Trulli. Las líneas de productos de Tony Kart incluyen el chasis Kosmic Kart, así como Exprit, RedSpeed, Trulli. La empresa Vortex Engines forma parte de la línea de productos OTK Kart Group.
JM Racing de Carson, California, presentó la marca en los Estados Unidos con los pilotos Alex Barron, Ryan Hunter-Reay, Danica Patrick, Keith Williamson, Scott Speed y Phil Giebler. Después de un largo período con el distribuidor CompCor en los Estados Unidos, Tony Kart estableció su propia red de distribuidores, empleando a conocidos pilotos como Keith Spicer, David Jurca y Jason Bowles.
Tony Kart ganó el Campeonato Mundial de Karting de 1998, 2000, 2004, 2006 y 2021 con el piloto Davide Fore, así como los títulos de 2007 y 2008 con Marco Ardigò. También ganaron el título mundial en 2012 con Flavio Camponeschi, en 2020 con Callum Bradshaw y más recientemente en 2021 con Tuukka Taponen y Noah Milell.